# يوسف شرف الدين مظفر شاه
السلطان يوسف شريف الدين مظفر شاه هو السلطان السابع والعشرين لفيرق خلف والده السلطان عبد الله محمد شاه الثاني الذي حكم من عام 1874 إلى 1877.
في عام 1877، ذهب السلطان عبد الله محمد شاه الثاني إلى سنغافورة لاستدعائه من قبل الحكومة البريطانية فيما يتعلق بالتحقيق في مقتل جي دبليو دبليو بيرش في باسير سالاك، وأصبح يوسف شرف الدين وصيًا على فيرق وانتقل إلى سيونغ.
خلال الفترة التي قضاها كوصي، فتح العديد من مناجم القصدير في منطقة كينتا. جاء الصينيون إلى منطقة كينتا للعمل في مناجم القصدير. كما جاء شعب الملايو من سومطرة وجاوة وكليمنتان إلى فيرق للبحث عن عمل في المناجم. وفي يونيو 1885 بدأ تشغيل أول خط سكة حديد في مالايا من تايبينج إلى بورت ويلد. وفي 7 أكتوبر 1886، أصبح سلطان فيرق.
حكم السلطان يوسف شريف الدين مظفر شاه لمدة عشرة أشهر فقط، وتوفي في 26 يوليو 1887 في سيونغ. يقع قبره الأصلي في سايونج تبينج ولكن تم نقله إلى منطقة مسجد سايونج تينجا.